# Els Tossals (Horta de Sant Joan)
Els Tossals és una muntanya de 507 metres que es troba al municipi d'Horta de Sant Joan, a la comarca de la Terra Alta.